# Sesleria insularis
Sesleria insularis là một loài thực vật có hoa trong họ Hòa thảo. Loài này được Sommier miêu tả khoa học đầu tiên năm 1905.